# カプテン・イ・ワヤン・ディプタ・スタジアム

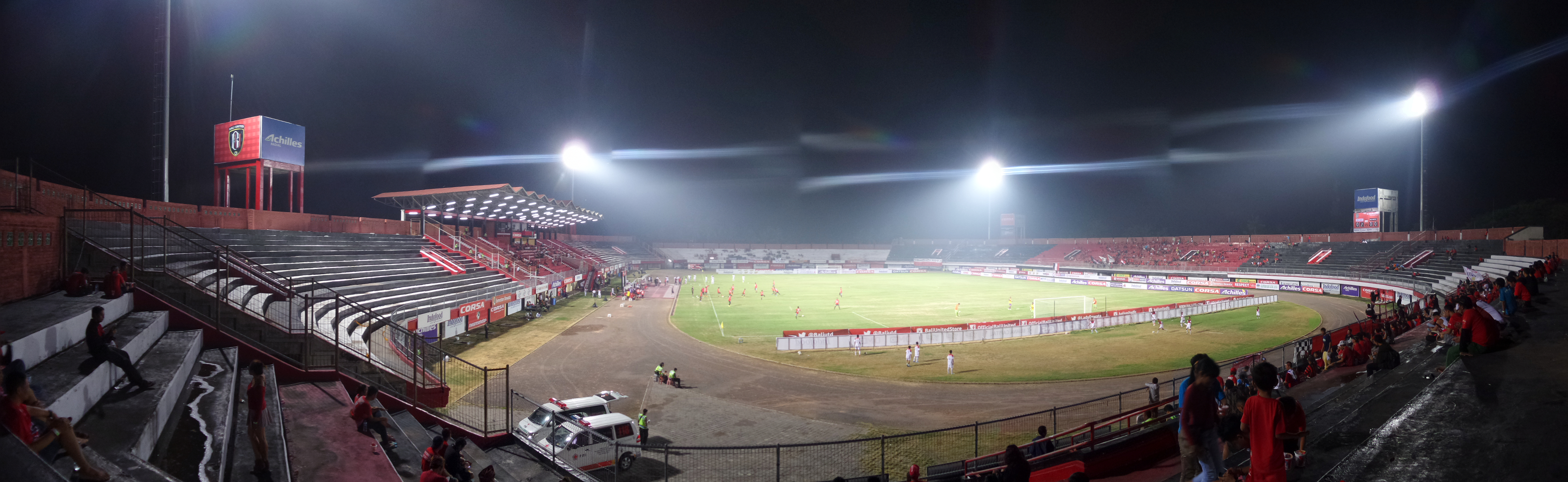
スタジアムのパノラマビュー、2016年。

カプテン・イ・ワヤン・ディプタ・スタジアム（インドネシア語: Stadion Kapten I Wayan Dipta）は、インドネシア・バリ島のギャニャール県にある多目的スタジアム。インドネシア・リーガ1所属のバリ・ユナイテッドFCの本拠地。23,081人収容。

## 歴史
2014年シーズン終了後、バリ・ユナイテッドがサマリンダからバリ州に移転して以降、ホームスタジアムとしている 。バリ・ユナイテッドは50億ルピアを投じ、照明設備の設置、更衣室の更新、スタジアムの一部再塗装、トイレの整備、その他の施設のアップグレードによるスタジアムの改修を行っている。

## サービスと施設

### バリ・ユナイテッドストア
バリ・ユナイテッドの公式グッズストア。2016年3月19日にオープンした。スタジアムの南トリビューンの一番下、ゲート5のすぐ隣にある。
2017年にリニューアルオープンしている。

### バリ・ユナイテッドカフェ
2018年6月5日に公開されたクラブ公式のカフェ。カフェ自体は、スタジアムの南西側、南ウィングトリビューンの下にある。試合開催日にはカフェ内から試合を楽しむことが出来るほか、試合のない日も毎日11時から23時（インドネシア中部標準時）まで営業しており、ミニストアも併設されている。

### バリ・ユナイテッドプレイランド
バリ・ユナイテッドカフェとともに公開された子供向けの遊び場。子供連れのサポーター向けに提供することが想定されている。

## 拡張
2018年のAFCコンペティションに参加するため、改修工事が行われている。内容はトイレの修理や増設、スタジアムの照明の質の向上（AFC基準となる1,200ルクスを確保）などが含まれる。
さらに、収容人員の拡大も計画され、南ウィングトリビューン用に600人分、南トリビューン用に600人分の合計1,200人分の座席が追加され、合計収容人数は26,200になる見込みである 。2017年11月3日からスタンドの建設が開始され、約2か月半の工期を費やして2018年の初めに完了完成した 。現在の収容人員は22,931人。
スタジアムが2021FIFA U-20ワールドカップの開催地として選ばれた後、スタジアムの改修工事が行われる予定となっている。 2020年初頭には、競技場をトーナメントに適した全席座席の競技場にするために改修工事を行うこととしている。